# U-Bahnhof Brudermühlstraße
Der U-Bahnhof Brudermühlstraße ist ein Bahnhof der Münchner U-Bahn im Stadtteil Sendling.
Er wurde am 28. Oktober 1989 eröffnet und liegt zum Teil unter dem Straßentunnel gleichen Namens, zum Teil unter der Kreuzung Thalkirchner Straße/Brudermühlstraße. Der Bahnhof wurde zusammen mit dem darüber liegenden Brudermühltunnel des Mittleren Rings gebaut, weswegen er vergleichsweise tief im Grundwasser liegt.
Die Hintergleiswände bestehen aus blauen Fliesen, wobei auf Gleis 1 ein Kunstwerk aus Blech angebracht ist. Die Säulen sind mit weißen Fliesen verkleidet und besitzen an den Ecken Metallstreifen. Die aus weißen Blechpaneelen bestehende Decke über dem Bahnsteig ist wie ein Baldachin geformt. Die Decke über den Gleisen besteht aus schwarz bemaltem Beton, wodurch sie nur schwer erkennbar ist. Der mit Isarkiesel-Motiv ausgelegte Bahnsteig besitzt ungefähr in der Mitte ein geschwungenes Mosaik und wird von zwei Lichtbändern beleuchtet, die am Rande des Baldachins angebracht sind. In der Mitte des Bahnsteigs führen ein Aufzug sowie Rolltreppen in ein Sperrengeschoss und weiter zur Thalkirchner Straße. Am südlichen Ende führen Rolltreppen und eine Festtreppe in ein weiteres Sperrengeschoss, in dem ein Mühlstein an die Tradition als Mühlenstandort erinnern soll. Vom südlichen Sperrengeschoss erreicht man die Brudermühlstraße.
Die künstlerische Gestaltung im Inneren des Bahnhofs erfolgte durch die Münchner Künstlerin Cosy Pièro. Die Planung übernahm das U-Bahn-Referat München zusammen mit dem Münchner Architektenbüro Brückner & Partner, das auch für die etwa zeitgleich eröffneten U-Bahnhöfe Lehel und Forstenrieder Allee verantwortlich zeichnete.
Im Rahmen des städtischen Projektes Kunst am Mittleren Ring, das den Mittleren Ring einerseits in „seiner Gesamtheit definieren“, andererseits als „Abfolge von Abschnitten“ herausstellen sollte, errichtete der Bildhauer Leo Kornbrust auf der Oberfläche des U-Bahnhofs eine Schriftenstele. Die schwarze Stele steht auf dem Resi-Huber-Platz an der Kreuzung Brudermühlstraße / Thalkirchner Straße (Lage) und ist mit Texten von Kornbrusts Ehefrau, der Schriftstellerin und Lyrikerin Felicitas Frischmuth beschrieben. Die Entlüftungsschächte der U-Bahn bekamen auffällige Gitterabdeckungen, die vom Architekten Paolo Nestler gestaltet wurden. Beide Projekte wurden im Rahmen des Kunst-am-Bau-Projekts aus Mitteln des U-Bahnbaus finanziert.

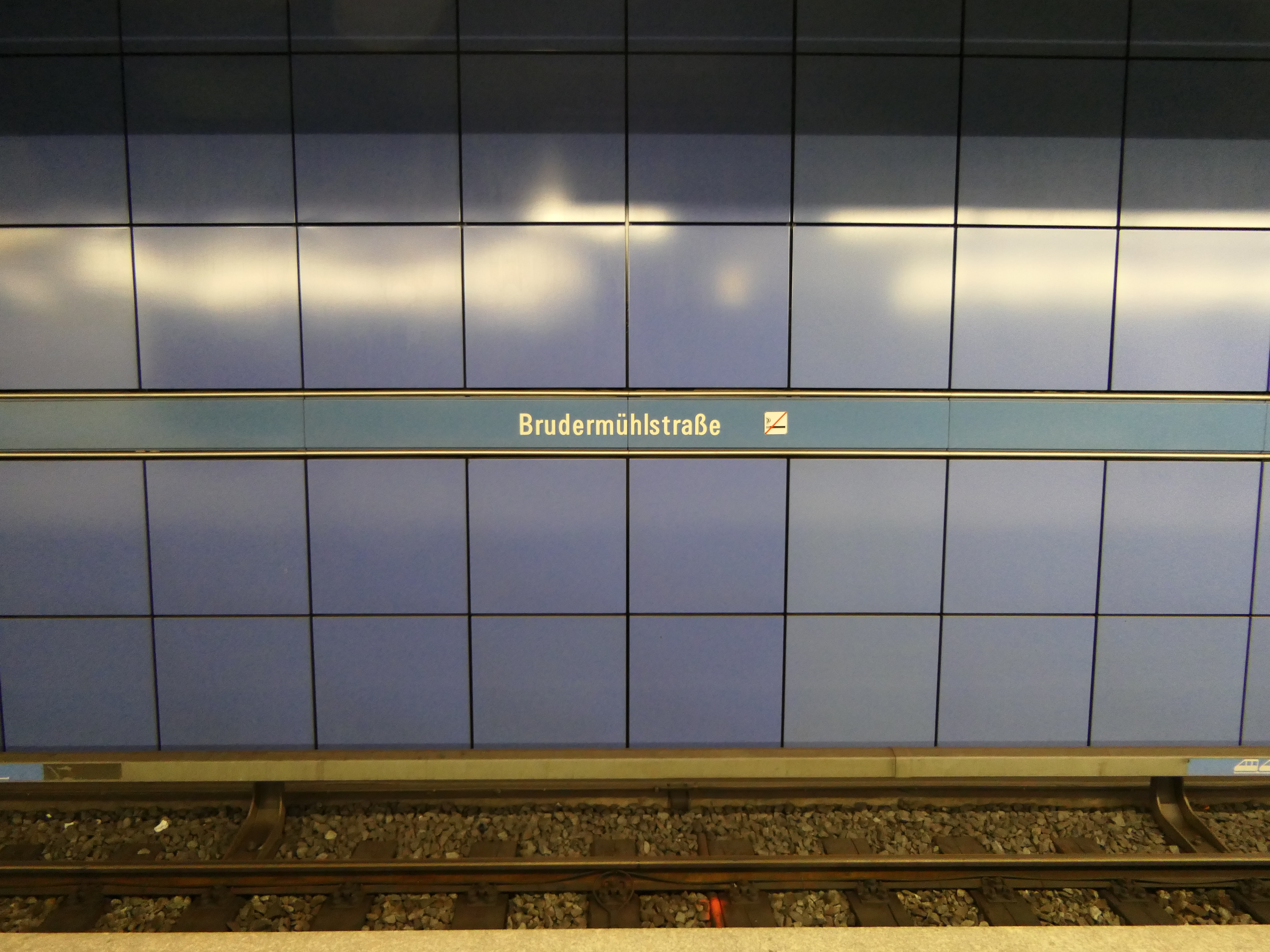
Stationsname an den Hintergleiswänden
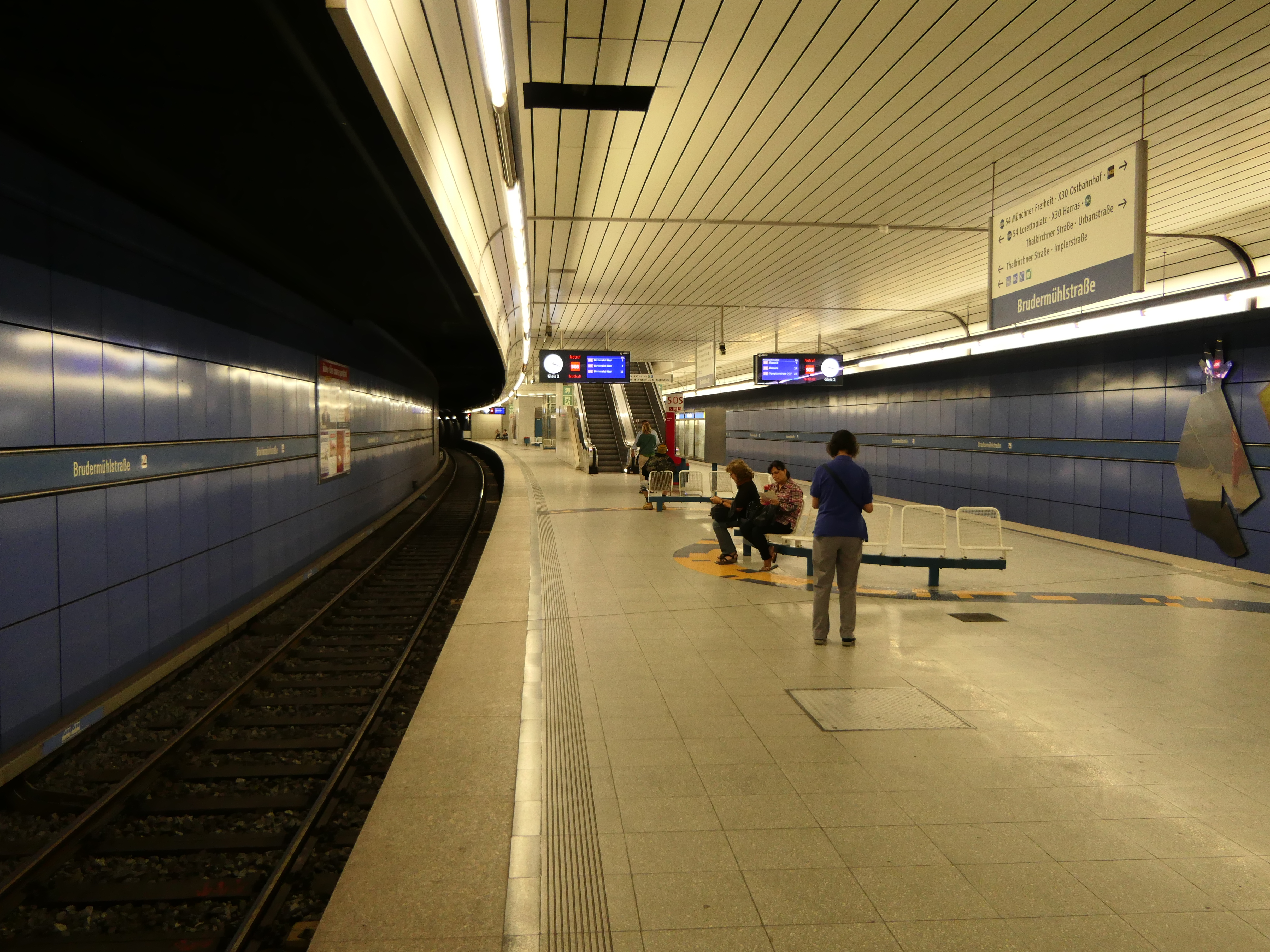
Bahnsteigebene 2018 mit dem Kunstwerk aus Blech rechts
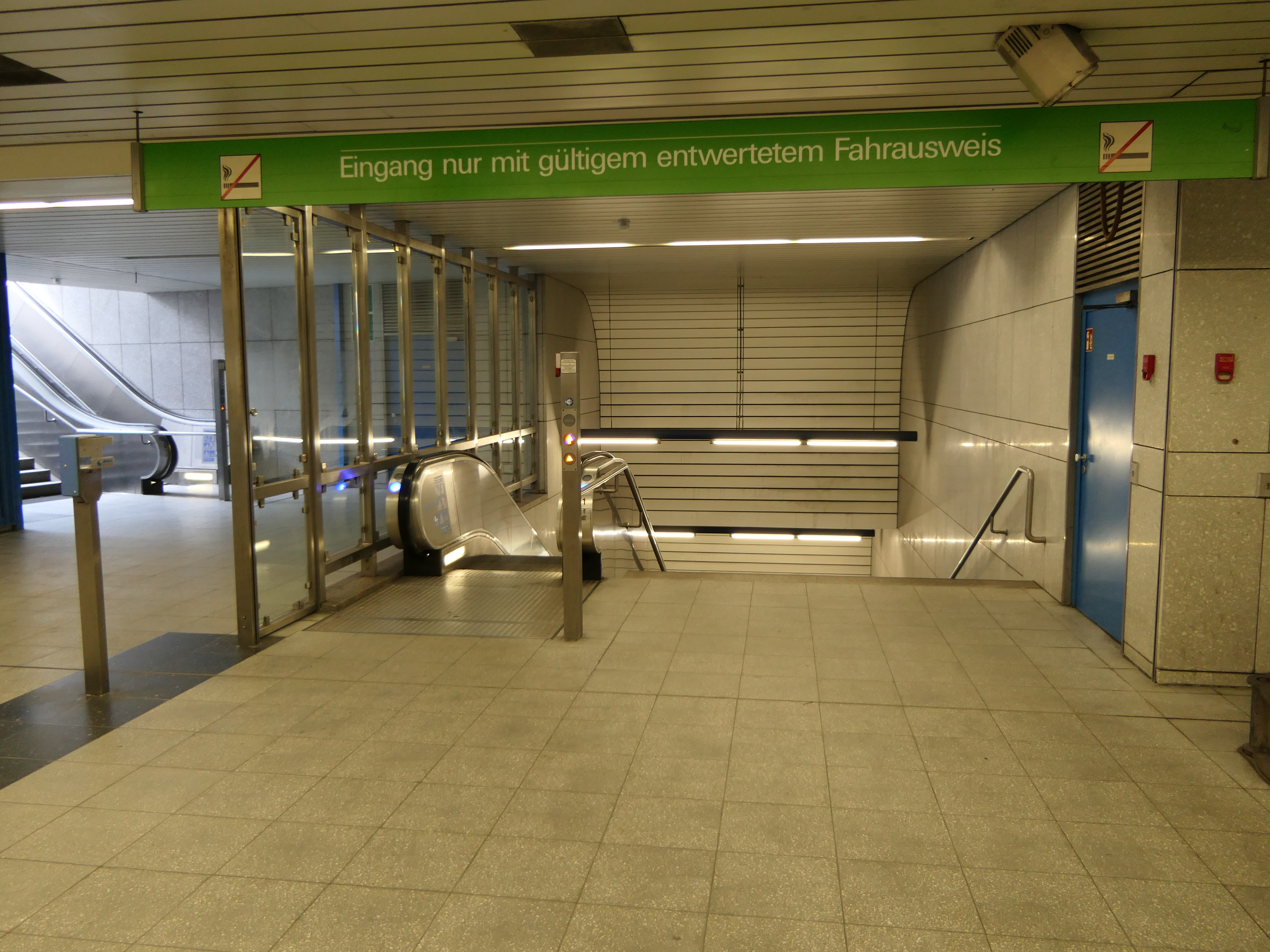
Verteilerebene
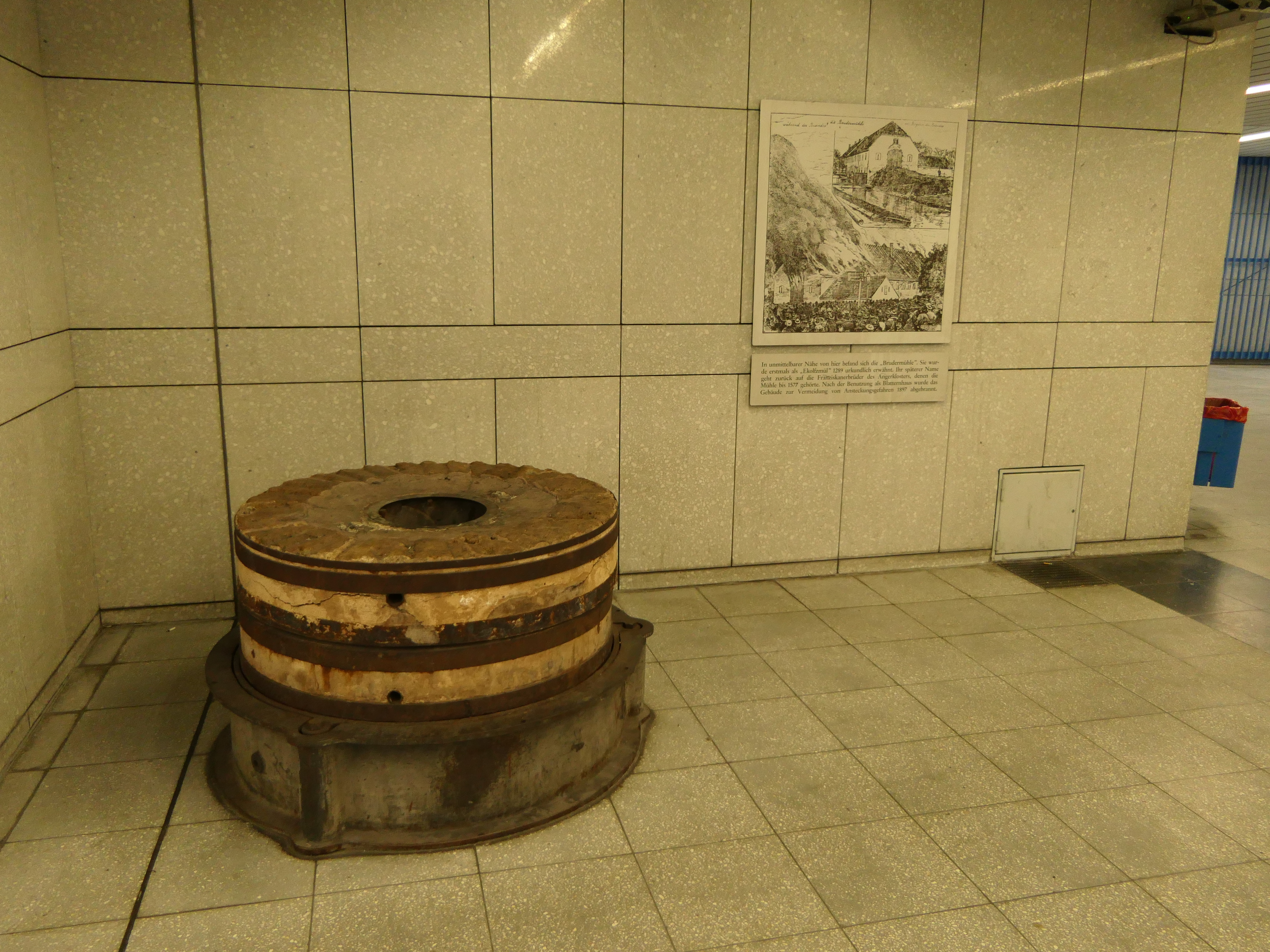
Mühlstein mit Gedenktafel im Verteilergeschoss
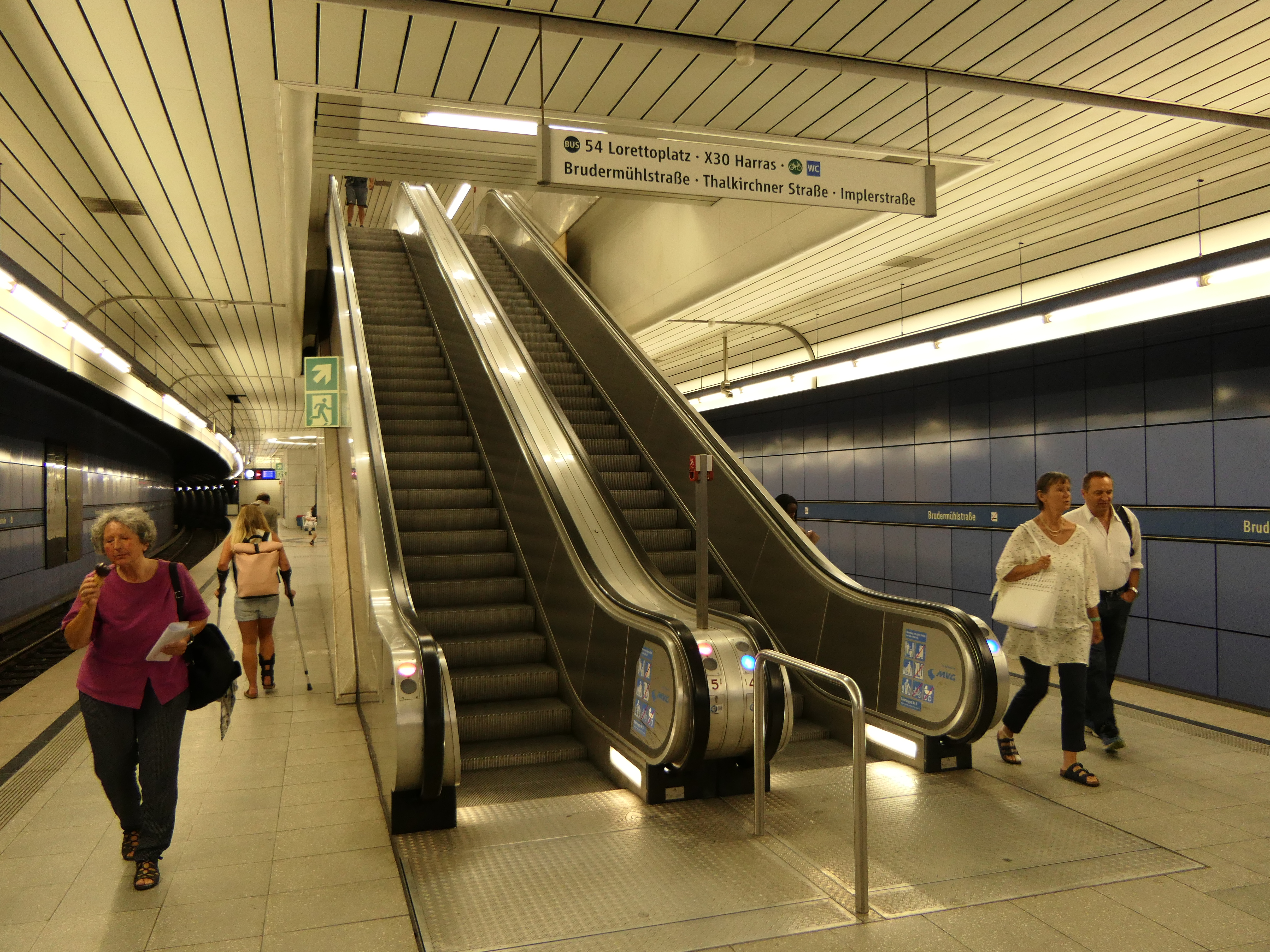
Aufgang von der Bahnsteigebene zur Verteilerebene
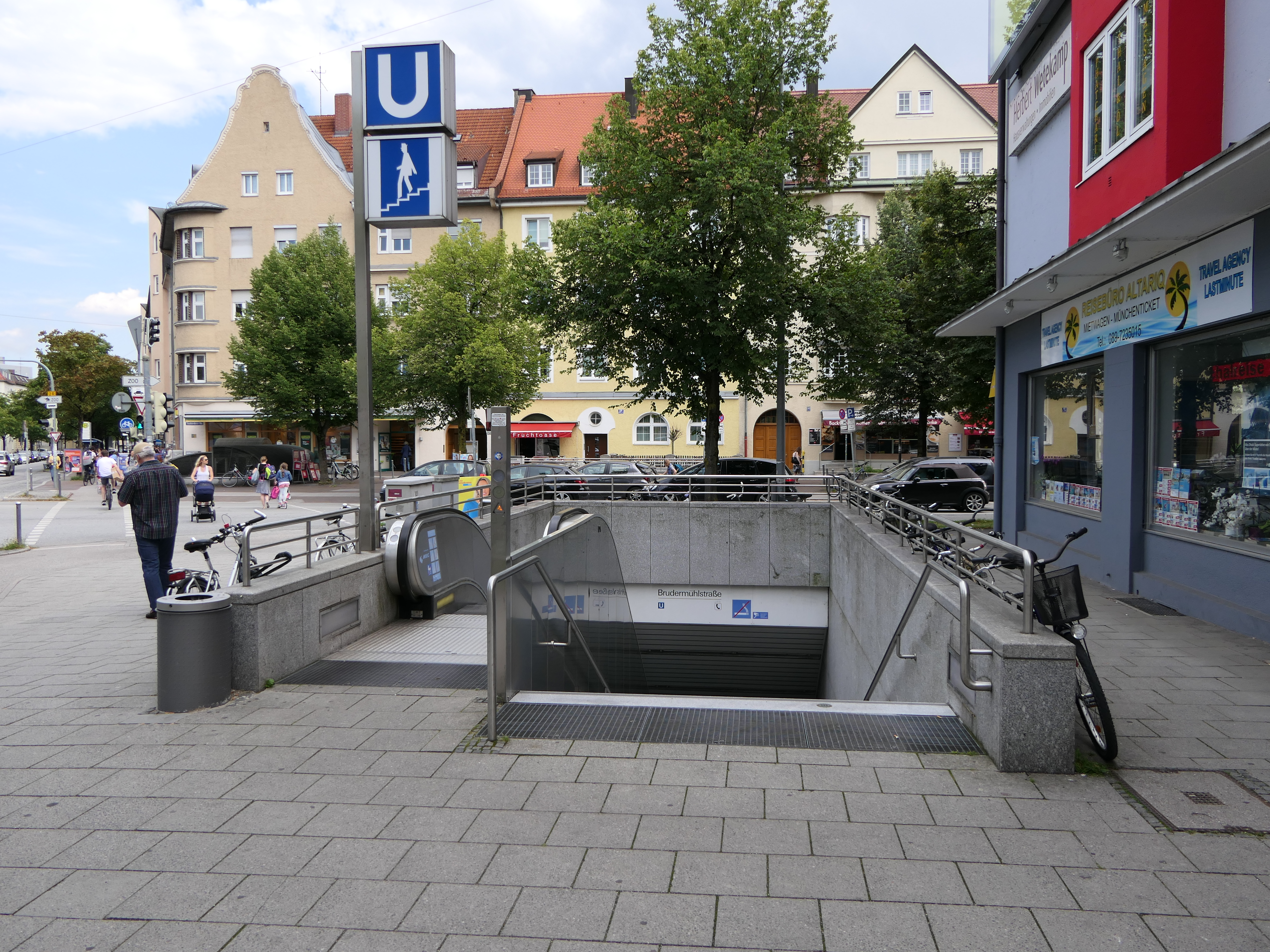
Zugang an der Oberfläche

| Linie | Linienverlauf |
| ----- | --- |
| U3    | Moosach – (797 m) – Moosacher St.-Martins-Platz – (880 m) – Olympia-Einkaufszentrum – (1416 m) – Oberwiesenfeld – (1061 m) – Olympiazentrum – (944 m) – Petuelring – (832 m) – Scheidplatz – (793 m) – Bonner Platz – (1042 m) – Münchner Freiheit – (579 m) – Giselastraße – (744 m) – Universität – (788 m) – Odeonsplatz – (640 m) – Marienplatz – (884 m) – Sendlinger Tor – (843 m) – Goetheplatz – (677 m) – Poccistraße – (624 m) – Implerstraße – (849 m) – Brudermühlstraße – (1149 m) – Thalkirchen – (1129 m) – Obersendling – (785 m) – Aidenbachstraße – (782 m) – Machtlfinger Straße – (1195 m) – Forstenrieder Allee – (808 m) – Basler Straße – (936 m) – Fürstenried West |